# Pedro Elías Gutiérrez
Pedro Elías Gutiérrez Hart (La Guaira, Estado Vargas, Estados Unidos de Venezuela, 14 de marzo de 1870-Macuto, Departamento Vargas, Venezuela, 31 de mayo de 1954) fue un compositor y músico venezolano, fue el creador de la música de la zarzuela Alma Llanera, cuya canción homónima es considerada como el segundo himno nacional de Venezuela.

## Biografía

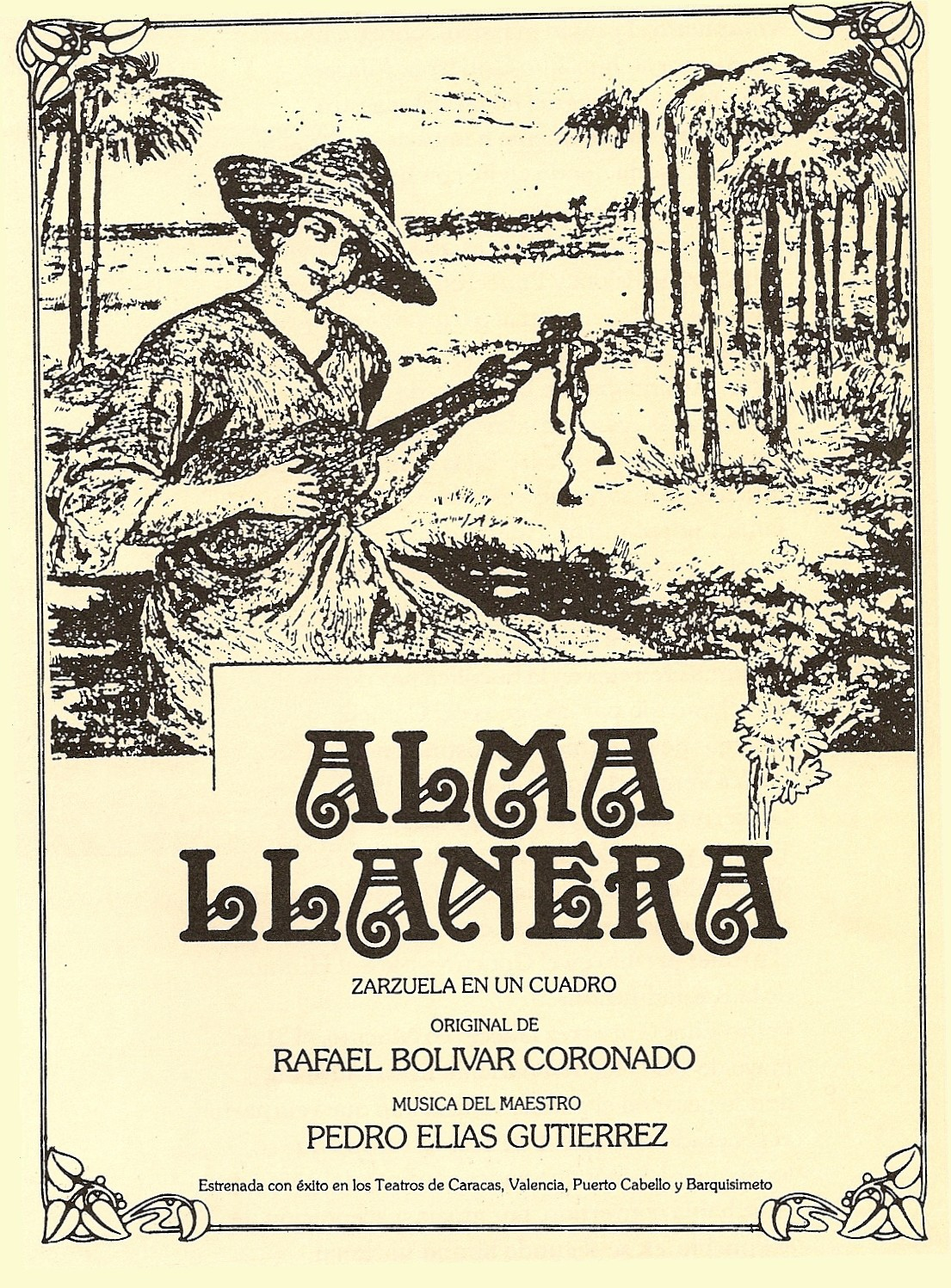
Portada de la primera edición del libreto original de la zarzuela Alma llanera, que escribió Rafael Bolívar Coronado.

Fue hijo del militar, legislador y político general Jacinto Gutiérrez y de Sofía Ana Hart. Nació en La Guaira, en aquel entonces Estado de Bolívar; hoy estado de La Guaira. Realizó sus primeros estudios en el Colegio "Santa María de Caracas". El director por entonces de esa institución era el sabio venezolano Agustín Aveledo, quien contaría varios años después, siendo Gutiérrez un compositor y músico reconocido, que frecuentemente hallaba al futuro músico y compositor, abstraído, creando sus primeras melodías. Al cumplir los 15 años, pese a la oposición de sus padres, Gutiérrez comenzó a estudiar música bajo la dirección del maestro Trino Gil y más tarde en la Academia de Música del Instituto Nacional de Bellas Artes de Caracas, hoy conocida como "Escuela de Música José Ángel Lamas". A los 16 años de edad escribió su "Marcha triunfal a María" que desde entonces se interpretó en los templos venezolanos.
A los 19 años estrenó su primera obra musical, titulada «Sinfonía», en el «Teatro Municipal de Caracas» por lo que el presidente de la república, de ese tiempo, Juan Pablo Rojas Paúl, asistente al concierto le hace ganador de una beca para cursar estudios en el continente europeo. Sin embargo, Gutiérrez declinó el ofrecimiento de dicha beca para no dejar sola a su madre, que había enviudado. Esta conducta con su progenitora le hizo merecedor por parte del gobierno venezolano de dos premios: el «Busto del Libertador» y la «Medalla de Instrucción Pública» siendo una de las personas más jóvenes a la que se hayan otorgado dichos honores.
Inicia su actividad profesional como músico, en la Banda Marcial del Distrito Federal, hoy conocida como «Banda Marcial Caracas», como contrabajista en 1901 donde llega a ser director por el período comprendido entre los años 1909 y 1946. Para dicha banda realizó innumerables transcripciones y adaptaciones. Una zarzuela de las muchas que compuso, le dio fama mundial a través de una de sus piezas: el joropo Alma Llanera de la zarzuela homónima en un acto y tres cuadros, estrenada en Caracas el 10 de septiembre de 1914 escrita por Rafael Bolívar Coronado. La música de Alma Llanera es una adaptación que el Maestro Pedro Elías Gutiérrez realizó del vals “Marisela” de Sebastián Díaz Peña (primera parte de Alma Llanera), y el vals "Mita" del compositor Jan Gerard Palm (1831-1906) de Curazao (segunda parte de Alma Llanera). Este joropo se convirtió en un auténtico símbolo de venezolanidad, un segundo himno nacional. Entre sus creaciones destacan también Geranio, su gran vals compuesto en 1903 y “Misa Panamericana” estrenada en la Catedral de San Patricio de Nueva York. 
Como compositor cultivó el género de la zarzuela y el vals, si bien su ámbito musical fue mucho más amplio: Pedro Elías Gutiérrez fue un afamado director de banda y un virtuoso del contrabajo. Algunas de sus otras piezas musicales más famosas son: Sínfonía, primera obra que estrena en el Teatro Municipal de Caracas; El Alma llanera; Percance en Macuto, zarzuela; Un gallero como pocos, zarzuela; Laura, vals; Madre Selva, vals;  Celajes, vals compuesto en honor a Eloy Alfaro, presidente de Ecuador.
Pedro Elías Gutiérrez murió en Macuto, en aquel entonces Departamento de Vargas; hoy Estado de La Guaira, el 31 de mayo de 1954. Alma Llanera permanece como una de las más importantes producciones de la cultura venezolana.

## Discografía inicial
Aparentemente, no existen trabajos impresos o en Internet al momento presente, acerca de la discografía dejada por Pedro Elías Gutiérrez. Sin embargo, gracias a la base de datos «Discography of American Historical Recordings», se deduce que el músico fue uno de los artistas pioneros de la industria discográfica venezolana. De hecho, el 19 de enero de 1917, Theodore Ferry, Charles Althouse y el técnico de grabación George Cheney, agentes de dicha empresa, llegaron a Caracas a fin de realizar lo que se cree son las primeras grabaciones de audio hechas en territorio venezolano, bajo el sistema mecánico acústico procesadas posteriormente por la empresa en sus instalaciones de Camden, Estados Unidos. En dichas sesiones de grabación, Pedro Elías Gutiérrez dirigió la "Banda Marcial de Caracas", de la cual era director titular, la "Orquesta Caraqueña" fundada y también dirigida por él y una orquesta no identificada para respaldar al tenor Pepino Sarno, de quien se desconocen datos.
El siguiente es el listado obtenido a partir de los datos existentes  sin incluir otra información, puesto que no se conocen grabaciones posteriores del músico.
| Matriz | Fecha de grabación   | Título                      | Autor                    | Intérprete               |
| G-1798 | 29 de enero de 1917  | El jarro mocho              | Federico Gustavo Vollmer | Banda Marcial de Caracas |
| G-1799 | 29 de enero de 1917  | La negrita                  | Pedro Elías Gutiérrez    | Banda Marcial de Caracas |
| G-1800 | 29 de enero de 1917  | El Nuevo Circo              | Pedro Elías Gutiérrez    | Banda Marcial de Caracas |
| G-1801 | 29 de enero de 1917  | Caricias                    | Pedro Elías Gutiérrez    | Banda Marcial de Caracas |
| G-1802 | 29 de enero de 1917  | Carabobo                    | Autor no declarado       | Banda Marcial de Caracas |
| G-1803 | 29 de enero de 1917  | Sol y mantillas             | Pedro Elías Gutiérrez    | Banda Marcial de Caracas |
| G-1804 | 29 de enero de 1917  | Llopart                     | Pedro Elías Gutiérrez    | Banda Marcial de Caracas |
| G-1805 | 29 de enero de 1917  | Gualda y roja               | Pedro Elías Gutiérrez    | Banda Marcial de Caracas |
| G-1806 | 29 de enero de 1917  | América                     | Benigno Marcano Centeno  | Banda Marcial de Caracas |
| G-1817 | 31 de enero de 1917  | Emilia                      | Pedro Elías Gutiérrez    | Orquesta Caraqueña       |
| G-1818 | 31 de enero de 1917  | Alma Llanera                | Pedro Elías Gutiérrez    | Orquesta Caraqueña       |
| G-1819 | 31 de enero de 1917  | Crisantemos                 | Pedro Elías Gutiérrez    | Orquesta Caraqueña       |
| K-1820 | 31 de enero de 1917  | Celajes                     | Pedro Elías Gutiérrez    | Orquesta Caraqueña       |
| G-1821 | 31 de enero de 1917  | Caricari                    | Pedro Elías Gutiérrez    | Orquesta Caraqueña       |
| K-1822 | 31 de enero de 1917  | Sans Souci                  | Pedro Elías Gutiérrez    | Orquesta Caraqueña       |
| G-1823 | 31 de enero de 1917  | Tardes del Tacarigua        | Autor no declarado       | Orquesta Caraqueña       |
| K-1824 | 1 de febrero de 1917 | Popule Meus (Primera parte) | José Ángel Lamas         | Pepino Sarno             |
| K-1825 | 1 de febrero de 1917 | Popule Meus (Segunda parte) | José Ángel Lamas         | Pepino Sarno             |
| G-1826 | 31 de enero de 1917  | Cristus factus esta         | Autor no declarado       | Pepino Sarno             |